# Aurora Teixeira de Castro
Aurora Teixeira de Castro (Porto, 2 de junho de 1891 - Porto, 14 de dezembro de 1938), também conhecida como Aurora Gouveia, foi uma notária, advogada, autora, tradutora e activista pelos direitos da mulher, sendo reconhecida como a primeira notária a exercer em Portugal e na Europa e a segunda a exercer advocacia no país, após Regina Quintanilha. No âmbito do sufragismo e da causa feminista foi também vice-presidente do Conselho Nacional das Mulheres Portuguesas.

## Biografia

### Primeiros Anos
Nascida a 2 de junho de 1891, na freguesia de Santo Ildefonso, na cidade do Porto, Aurora Teixeira de Castro era filha de Samuel Teixeira de Castro, natural de Gondar, republicano, empresário e editor do periódico portuense A Fé Pública, com escritório e tipografia na Travessa de Passos Manuel, nº 20, e de sua mulher, Maria Rodrigues de Jesus Castro, natural do Porto.
Sobre a sua infância e juventude pouco é conhecido, sendo apenas apontado que provinha de uma família burguesa portuense de fortes convicções republicanas.

### Formação Académica
Em 1912, decidida a seguir as pegadas das pioneiras Domitila de Carvalho e Regina Quintanilha, Aurora ingressou na Faculdade de Direito da Universidade de Coimbra, tendo ainda frequentado aulas na Faculdade de Letras da mesma universidade, nomeadamente de Geografia de Portugal e das Colónias, História das Religiões, História da Filosofia Moderna e Etnologia, entre outras disciplinas, licenciando-se em 1916, apesar de ter reprovado a uma disciplina, devido a conflitos ideológicos com o seu professor, passando no exame do ano seguinte. Foi colega de Aristides de Amorim Girão, Joaquim de Carvalho e de Manuel Gonçalves Cerejeira.

### Casamento
Pouco após completar os seus estudos, Aurora Teixeira de Castro casou-se com o seu colega e futuro advogado e autor Jaime Augusto Cardoso de Gouveia (Caria, 1886-1948). Após o casamento, em 1917, o casal licenciado em Direito fixou-se em Lisboa, abrindo pouco depois um escritório na Rua do Ouro, nº 101, 2º Esquerdo. À época, apesar de Aurora ter as habilitações necessárias, enquanto o seu marido começou a exercer como advogado, a jovem licenciada começou a trabalhar como tradutora e secretária no escritório que possuíam, não lhe sendo possível exercer advocacia sem a reforma do Código Civil Português de 1867 ou a aprovação do Supremo Tribunal de Justiça.

### Carreira Profissional
Em 1918, durante o governo de Sidónio Pais, foi criado o Decreto n.º 4676 que possibilitava às mulheres o poder para exercerem profissões na função pública, deixando no entanto explícito que os cargos dirigentes continuariam destinados aos homens e o direito ao voto permaneceria proibido para as mulheres. Herdando o espírito feminista e ideal republicano da sua família, Aurora Teixeira de Castro e Gouveia aproveitou o momento e começou a exercer não só como advogada, tornando-se na segunda mulher a fazê-lo em Portugal, após o feito de Regina Quintanilha em 1913, como também abriu um escritório em Alcântara, onde desempenhava as funções de notária pública, ficando assim conhecida na História como a primeira mulher a exercer esse cargo não só em Portugal como na Europa.  

### Activismo Social e Feminismo
Pela mesma ocasião, querendo reivindicar não só o direito ao voto como também a plena e total igualdade de direitos entre os géneros, a jovem advogada aderiu à Associação de Propaganda Feminista (APF), liderada pela escritora e sufragista Ana de Castro Osório, e à secção portuguesa do International Council of Women, o Conselho Nacional das Mulheres Portuguesas (CNMP), liderado pela médica, autora, professora, sufragista e activista republicana Adelaide Cabete. 
Nos anos que se seguiram, Aurora Teixeira de Castro e Gouveia desempenhou um papel bastante activo na organização feminista, ganhando impulso e nome após publicar a obra "Reivindicações Sociais e Políticas da Mulher Portuguesa na República" (1921) e ter realizado as suas primeiras intervenções públicas na conferência feminista realizada na Academia de Estudos Livres (1921). Procurando conciliar a intervenção política com as reivindicações feministas, sob o tema “A situação jurídica das mulheres em Portugal”, Aurora realizou as quatro apresentações “Da equivalência dos sexos e da igualdade dos direitos e deveres do homem e da mulher”, “Da situação desvantajosa e iníqua que à mulher foi atribuída até ao advento da democracia, com a implantação do regime republicano”, “Das concessões que a legislação da República fez ao sexo feminino” e “Das reivindicações que há a conseguir para a perfeita igualdade dos direitos dos dois sexos”, utilizando exemplos reais de como os direitos existentes não eram iguais para com as mulheres portuguesas que apesar de já poderem ocupar cargos profissionais, não podiam no entanto votar nem ter o direito de ficar com o seu salário se fossem casadas ou ter a guarda das suas crianças caso se divorciassem. Para além de sócia e oradora da organização, desempenhou ainda as funções de Secretária do Exterior (1921-1922), Presidente da Secção de Emigração (1922), Presidente da Secção de Legislação (1922, 1924-1925), Presidente da Secção de Sufrágio (1927) e foi nomeada Vice-Presidente do CNMP (1927).
Pouco depois, em fevereiro de 1923, o CNMP dirigiu uma mensagem de agradecimento ao Ministro da Justiça e dos Assuntos Religiosos, António de Abranches Ferrão, por apresentar um projecto de lei sobre a actualização do estatuto jurídico das mulheres casadas referente à administração dos seus bens, sendo publicado no órgão de imprensa da organização, Alma Feminina, um artigo escrito por Aurora Teixeira de Castro e Gouveia, o qual reconhecia que o projecto de lei representava um pequeno sinal de progresso para as mulheres portuguesas, existindo no entanto muitas outras reformas para serem realizadas, como a separação absoluta de bens.
Em 1924, no âmbito do décimo aniversário da fundação do CNMP, foi organizado o primeiro congresso nacional feminista em Portugal, intitulado I Congresso Feminista e de Educação. Realizado em Lisboa, perante uma plateia cheia e na presença de várias e importantes figuras da Primeira República, como Manuel Teixeira Gomes, Bernardino Machado, Sebastião de Magalhães Lima e Fernando Abranches Ferrão, Aurora Teixeira de Castro e Gouveia fez parte da comissão organizadora, que foi presidida por Adelaide Cabete e incluiu as intervenções de Deolinda Lopes Vieira, Maria O'Neill, Maria Isabel Correia Manso e Vitória Pais Freire de Andrade, entre muitas outras figuras notáveis do activismo feminista e da sociedade portuguesa. Com o objectivo de estudar, discutir e divulgar as suas ideias, Aurora abordou no congresso os temas da sua obra "Reivindicações Sociais e Políticas das Mulheres Portuguesas na República" e apresentou a tese "Situação da mulher casada nas relações matrimoniais dos bens do casal".
Dois anos depois, como primeira notária portuguesa, a activista e pioneira portuense publicou a obra "Monografia da Cidade do Porto" (1926), que compilava vários textos e artigos, incluindo o artigo "Os Notários Portugueses - A sua História, Evolução e Natureza" que já havia escrito em 1923, para além de ter também publicado, nesse mesmo ano, o texto "Influência da educação na vida psicológica do homem" (1926) e ainda participado no Primeiro Congresso Nacional Abolicionista, promovido pela Liga Portuguesa Abolicionista (LPA), onde apresentou a sua dissertação "Idades legais da mulher".

### Divórcio e Últimos Anos
Nos seus últimos anos de vida, Aurora Teixeira de Castro e Gouveia entregou-se cada vez mais à causa feminista, começando-se a afastar do seu marido, sendo especulado se os conflictos entre o casal se deviam a uma diferença de ideologias ou a outras irreconciliações pessoais.
Após se divorciar em 1927, para além de ter escrito as obras "Mealhas", "Semeando", e outros artigos, traduções e dissertações, participou no II Congresso Feminista e de Educação (1928) e publicou as peças de teatro "A Sombra", com três actos, e "Mistérios de Amor", também com três actos, compilados na obra "Teatro" (1927), gerando uma enorme polémica na imprensa portuguesa, por ser apresentada a temática do feminismo através do seu enredo e das personagens, algumas do sexo masculino, que apoiavam o movimento.

### Falecimento
Aurora Teixeira de Castro faleceu no Porto, a 14 de dezembro de 1938, aos 47 anos de idade.

## Obras
- "Reivindicações Sociais e Políticas da Mulher Portuguesa na República" (1921)
- “Da equivalência dos sexos e da igualdade dos direitos e deveres do homem e da mulher”, discurso apresentado em conferência (1921)
- “Da situação desvantajosa e iníqua que à mulher foi atribuída até ao advento da democracia, com a implantação do regime republicano”, discurso apresentado em conferência (1921)
- “Das concessões que a legislação da República fez ao sexo feminino”, discurso apresentado em conferência (1921)
- “Das reivindicações que há a conseguir para a perfeita igualdade dos direitos dos dois sexos”, discurso apresentado em conferência (1921)
- "Situação da mulher casada nas relações matrimoniais dos bens do casal", discurso apresentado em conferência (1924)
- "Os Notários Portugueses - A sua História, Evolução e Natureza", artigo publicado (1923)
- "Monografia da Cidade do Porto" (1926)
- "Influência da educação na vida psicológica do homem", artigo publicado (1926)
- "Idades legais da mulher", discurso apresentado em conferência (1926)
- "Mealhas" (1927)
- "Semeando" (1927)
- "A Sombra", peça de teatro (1927)
- "Mistérios de Amor", peça de teatro (1927)
- "Teatro", compilação de peças de teatro (1927)